# Grande peste di Londra

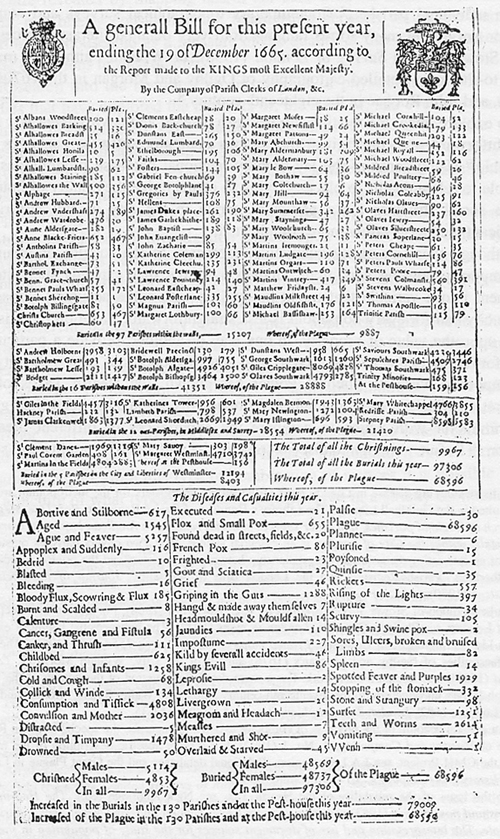
L'elenco dei morti del 1665 in un documento dell'epoca

La grande peste fu un'epidemia di peste diffusasi in Inghilterra tra il 1665 e il 1666, che portò alla morte un numero di persone compreso tra 75 000 e 100 000, vale a dire più di un quinto dell'intera popolazione di Londra.
Storicamente si ritiene che la malattia sia stata un'infezione di peste bubbonica provocata dalla diffusione di un bacillo denominato Yersinia pestis, trasmesso attraverso la puntura delle pulci dei ratti (Xenopsylla cheopis), o tramite il morso dei ratti stessi o di altri roditori. La peste del 1665-1666, comunque, si diffuse in maniera ridotta rispetto alla peste nera che tra 1347 ed il 1353 colpì duramente l'Europa. È tuttavia denominata "grande" perché fu una delle ultime malattie che ebbero una larga diffusione sul territorio britannico.

## Possibili cause
Si pensa che la malattia sia arrivata in Inghilterra tramite navi da commercio olandesi che trasportavano cotone da Amsterdam. Fin dal 1654 varie zone dei Paesi Bassi erano state colpite da forme simili. Le aree fuori Londra, dove lavoratori poveri vivevano in condizioni igieniche inesistenti, furono colpite per prime. Durante l'inverno 1664-1665 molti morirono, anche se l'inverno fu piuttosto freddo e la peste contenuta con facilità. Ma all'arrivo della primavera e dell'estate, quell'anno particolarmente afose, la peste cominciò a diffondersi su larga scala e molto rapidamente. Le scarse condizioni igieniche contribuirono al suo diffondersi. Le morti dei poveri non furono registrate, ma secondo le fonti ufficiali la prima a morire fu Margaret Porteous, il 12 aprile 1665. Anche se le fonti riportano la peste bubbonica come la causa delle morti, non se ne è ancora del tutto certi.

## La grande peste
Nel luglio 1665 la peste era già a Londra. Il re Carlo II decise di trasferirsi assieme alla famiglia reale alla corte ad Oxford, area salubre al riparo dal contagio. Il Lord Mayor (sindaco) della città e gli aldermanni rimasero invece in città. Molte società di commercio chiusero i battenti vista la scarsa affluenza di merci e la scomparsa di mercanti. Solamente un piccolo numero di ecclesiastici, medici e farmacisti decise di rimanere a Londra per aiutare a fronteggiare la peste. Tra questi l'Arcivescovo di Canterbury ed il vescovo di Londra.
Chi rimase cercò di organizzarsi almeno per frenare il diffondersi del contagio; torce vennero fatte bruciare notte e giorno per mantenere l'aria pulita e furono sparse spezie come il pepe e resine come il franchincenso. Inoltre le autorità esortarono i cittadini a consumare tabacco. Non solo Londra fu colpita; altre aree ebbero la medesima sorte. Il più celebre è il caso del villaggio di Eyam nella regione del Derbyshire, dove la peste fu portata da un commerciante che introdusse cotone comprato a Londra: malgrado gli sforzi per contenere il contagio morì oltre il 70% della popolazione.
I resoconti dell'epoca parlano inizialmente di mille morti alla settimana; questi conteggi si alzano poi a duemila, per poi raggiungere, nel settembre del 1665, i mille al giorno. Alla fine dell'autunno il contagio cominciò a placarsi ed il re e la corte tornarono in città. Episodi di peste continuarono ancora per qualche mese fino allo scoppio del grande incendio, che devastò gran parte di Londra.

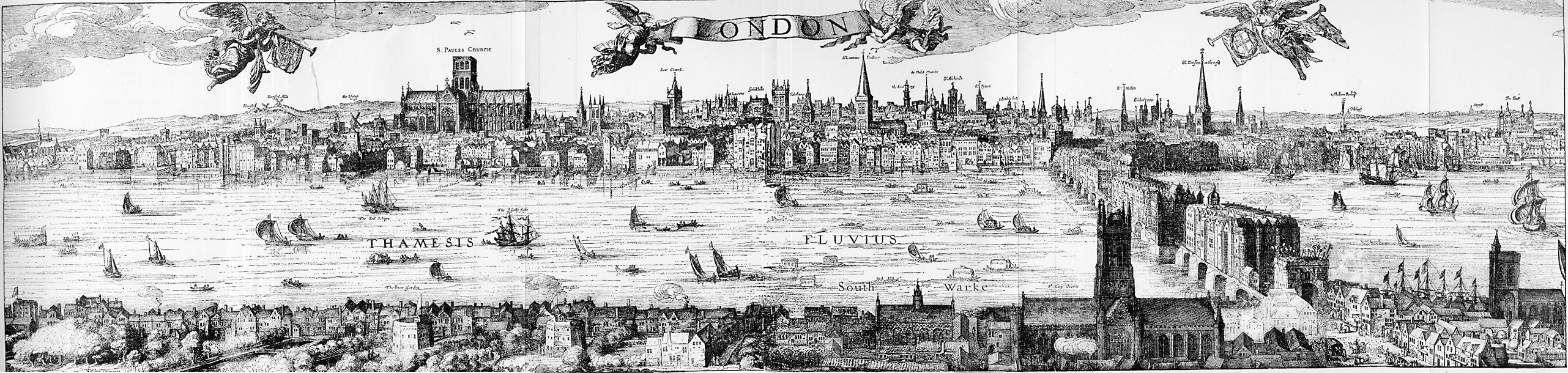
Londra nel XVII secolo